# SkyWork Airlines

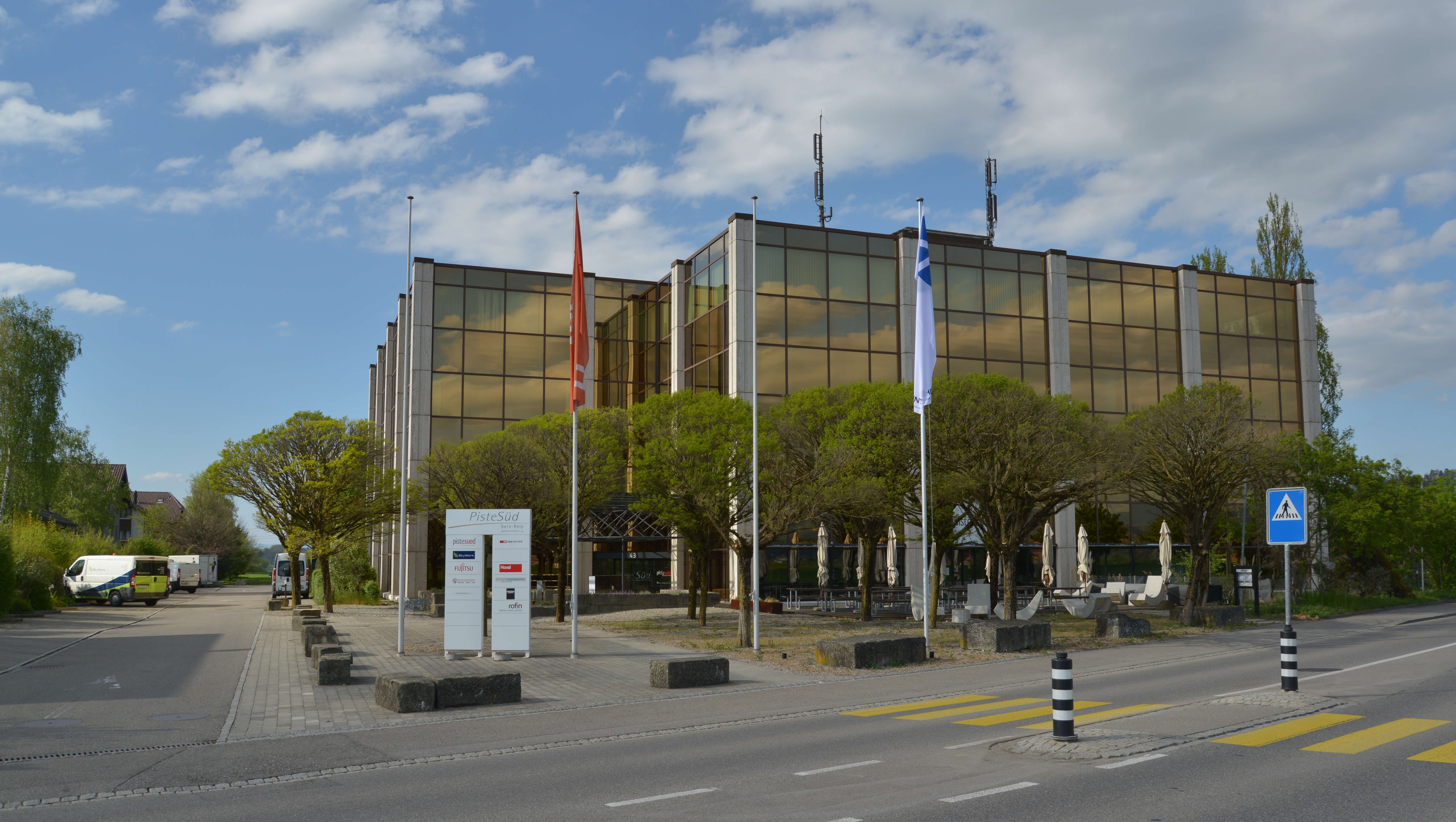
Siège du Sky Work Airlines

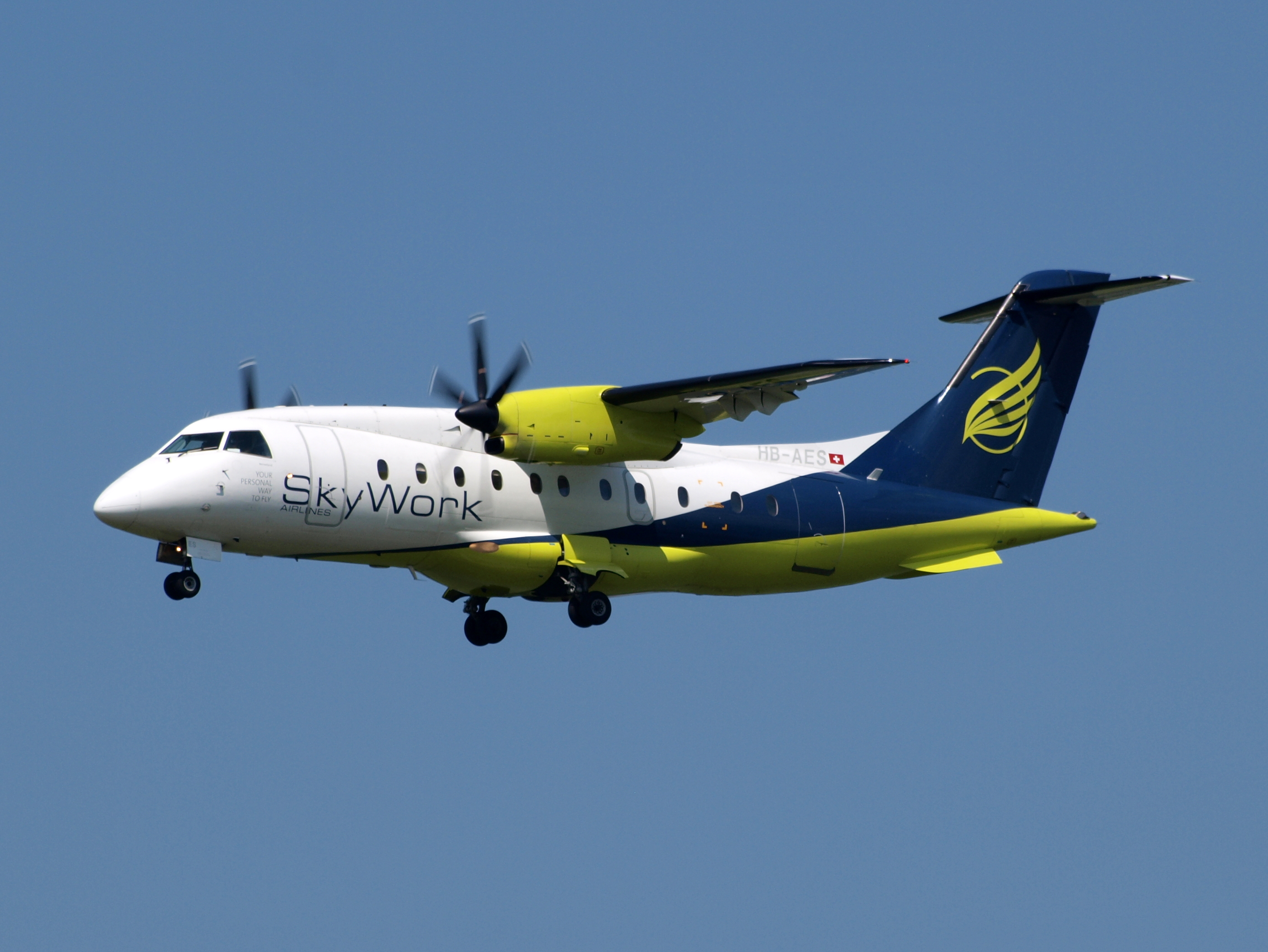
Un Dornier 328-110 de SkyWork Airlines

SkyWork Airlines (code AITA : SX, code OACI : SRK) était une compagnie aérienne suisse fondée en 1983 et basée à l'aéroport de Berne-Belp lors de sa disparition de 2018.

## Histoire
En 2009, elle assure son premier vol régulier à destination de Rotterdam bien que jusqu'à décembre 2010, son activité consistait principalement à opérer des vols charters estivaux et événementiels (vols affrétés spécialement lors de grands événements ou salons dans une ville étrangère), ainsi que dans l'aviation privée. En novembre 2010, elle annonce un changement de stratégie avec des vols réguliers vers plusieurs grandes villes européennes dès 2011 et opère sous de nouvelles couleurs.
En 2012, la compagnie renforce sa flotte, entièrement en leasing. Elle ajoute trois Dornier 328 à celui qu'elle exploite depuis 2003 et deux Dash 8 Q400 à celui qu'elle exploite depuis 2009. Cette flotte renforcée permet à la compagnie d'offrir pour l'été 2012 vingt-cinq destinations au départ de l'Aéroport international de Berne.
Pour l'été 2013, ce sont 28 destinations offertes et 9 pour l'horaire d'hiver. Mais ce développement rapide plonge la compagnie en pleine tourmente financière. Elle doit se restructurer afin d'éviter une faillite. Son directeur Tomislav Lang est remplacé par Rolf Hartleb et 12 postes sont supprimés. Les difficultés financières la conduisent à imaginer un transfert pour fin 2013 de l'exploitation des vols et sa flotte d'aéronefs à son partenaire allemand MHS Aviation tout en souhaitant se défaire, également pour la fin de l'année 2013, de l'autorisation d'exploitation suisse dont elle était titulaire. Toutefois, l'opération n'ayant pu être réalisée, l'Office fédéral de l'aviation civile (OFAC) lui octroie un prolongement de la validité de l'autorisation d'exploitation d'un mois.
Entre-temps, la compagnie décide d'annuler le transfert de ses activités et de sa flotte en Allemagne ce qui lui permet d'obtenir un prolongement d'autorisation d'exploitation par l'OFAC en janvier 2014 jusqu'en octobre 2014. Ayant misé sur une stratégie payante via une restructuration réussie, un abandon de toute sa flotte de Dash 8 Q400 tout en rachetant cinq Dornier 328 précédemment loués, et passant de 28 à 18 destinations pour l'été 2014 tout en maintenant ses neuf destinations hivernales, la compagnie obtient, en juillet 2014, une autorisation d'exploitation par l'OFAC d'une durée illimitée. Le même mois, son directeur en poste depuis seulement un an est remplacé par Martin Inäbnit. À la fin de l'année 2014, la compagnie dégage pour la première fois un bénéfice.
Dès juillet 2015, à la suite du retrait total de Swiss International Air Lines de l'Aéroport de Bâle-Mulhouse, la compagnie relie Berne à Londres via Bâle en reprenant à son compte la ligne EAP-LCY.
La compagnie annonce en janvier 2016 qu'elle va remplacer tous ses Dornier 328-110 par des Saab 2000 d'ici la fin de l'année. Le Saab 2000 immatriculé HB-IZD et acquis en septembre 2016 était précédemment exploité par la compagnie aérienne suédoise Braathens Regional. Il a effectué son tout premier vol commercial en octobre 1994 aux couleurs de la compagnie aérienne suisse Crossair.
Pour la saison d'été 2016, la compagnie annonce l'ajout de deux nouvelles destinations (Heringsdorf et Cologne) sous le même format de la ligne Londres-City: départ de Berne et d'une courte escale à l’EuroAirport. Annoncée en février 2016, la liaison vers l'Aéroport de Paris-Charles-de-Gaulle est finalement abandonnée dès juin 2016.
Le 29 octobre 2017, la compagnie est clouée au sol, l'Office fédéral de l'aviation civile limitant son autorisation d'exploitation pour cause de plan de financement non assuré et Adria Airways Switzerland annonce reprendre certaines de ses destinations (Berlin, Hambourg, Munich et Vienne). SkyWork Airlines annonce cependant, au lendemain de son grounding, le 31 octobre 2017, avoir trouvé le financement pour la reprise de ses activités et reprend ses vols dès le 2 novembre 2017. Adria Airways Switzerland annonce dans la foulée abandonner la reprise de certaines liaisons de SkyWork en souhaitant à la compagnie bernoise «(...) plein succès!».
Le 29 août 2018, SkyWork annonce la fin de ses activités. Insolvable, elle n’a pas été en mesure de retrouver un financement et a rendu son autorisation d’exploiter à l’Office fédéral de l’aviation civile, son dernier vol SX207 a décollé de Hambourg à destination de Berne le 29 août 2018 à 22:19 Heure locale.

## Destinations
SkyWork Airlines assure des vols réguliers ou saisonniers vers les destinations suivantes (au 7 décembre 2017):
 Autriche
- Graz - Aéroport de Graz (débute le 28 mars 2018 depuis Berlin-Tegel)
- Vienne - Aéroport de Vienne-Schwechat (régulier)

 Allemagne
- Berlin - Aéroport de Berlin-Tegel (régulier)
- Hambourg - Aéroport de Hambourg (régulier)
- Munich - Aéroport international Franz-Josef-Strauss de Munich (régulier)
- Sylt - Aéroport de Sylt [saisonnier via Aéroport international de Bâle-Mulhouse-Fribourg]
- Usedom - Aéroport de Heringsdorf [saisonnier via Aéroport international de Bâle-Mulhouse-Fribourg]

 Croatie
- Brač - Aéroport de Brač [saisonnier] (débute le 5 mai 2018)
- Zadar - Aéroport de Zadar [saisonnier]

 Espagne
- Barcelone - Aéroport international de Barcelone-El Prat [saisonnier]
- Ibiza - Aéroport d'Ibiza [saisonnier]
- Mahón - Aéroport de Minorque [saisonnier]
- Palma de Mallorca - Aéroport de Palma de Majorque (régulier)

 France
- Figari - Aéroport de Figari Sud Corse [saisonnier]

 Italie
- Cagliari - Aéroport de Cagliari-Elmas [saisonnier]
- Elbe - Aéroport Marina di Campo [saisonnier]
- Grosseto - Aéroport de Grosseto [saisonnier] (débute le 12 mai 2018)
- Olbia - Aéroport d'Olbia [saisonnier]

 Jersey
- Jersey[16] - Aéroport de Jersey [saisonnier]

 Pays-Bas
- Amsterdam - Aéroport d'Amsterdam-Schiphol (régulier)

 Roumanie
- Bucarest - Aéroport de Bucarest-Henri-Coandă

 Suisse
- Bâle - Aéroport de Bâle-Mulhouse
- Berne - Aéroport international Berne-Belp Hub

 Tchéquie
- Prague - Aéroport de Prague-Václav-Havel [saisonnier]

 Royaume-Uni
- Londres - Aéroport de Londres-City

## Flotte
SkyWork Airlines opérait 6 appareils en Août 2018 avant sa mise en faillite.

### Flotte historique
- 3 Bombardier Q400 2009-2014 (Loués)
- 1 BAe 146 2011 (Loué à WDL Aviation)
- 5 Dornier 328-110 (2003-.03.2016)[18]

Le Saab a été introduit en 2015.

## Photographies

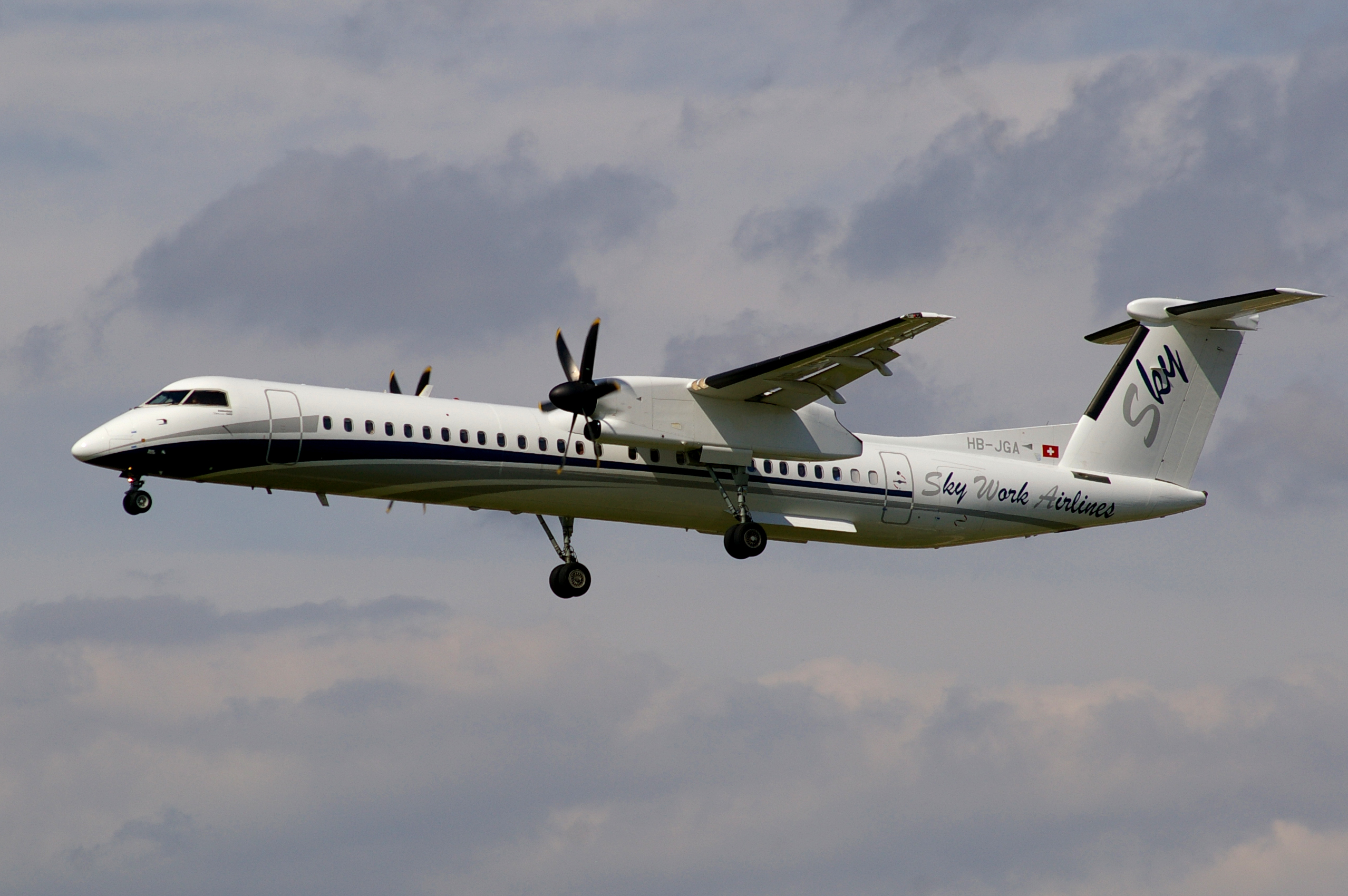
Bombardier Dash-8 Q400 en approche finale
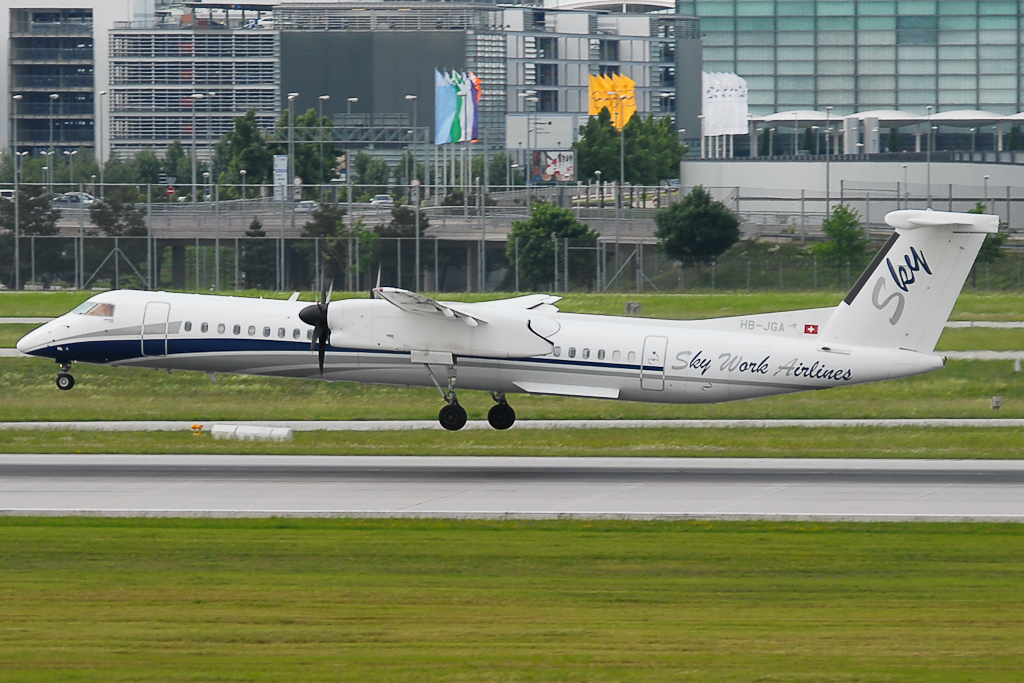
Bombardier Q400 de SkyWork Airlines en ancienne livrée

## Identité visuelle

Jusqu'en 2011
Depuis 2011